# 오트로마미주

오트로마미 주의 위치

오트로마미주(프랑스어: Haut-Lomami)는 콩고 민주 공화국 남동부에 위치한 주로 주도는 카미나이며 면적은 108,204km2, 인구는 2,540,127명(2005년 기준), 인구 밀도는 23명/km2이다.
2006년에 개정되어 2015년에 시행된 콩고 민주 공화국 헌법에 따라 카탕가 주에서 분리되어 신설되었다. 북서쪽으로는 로마미 주, 북동쪽으로는 탕가니카 주, 남동쪽으로는 오트카탕가 주, 남서쪽으로는 루알라바 주와 접한다.